# فینال جام در جام اروپا ۱۹۶۹
فینال جام در جام اروپا ۱۹۶۹، رقابت پایانی جام در جام اروپا در سال ۱۹۶۹ میلادی است که مابین دو تیم باشگاه فوتبال اسلوان براتیسلاوا و باشگاه فوتبال بارسلونا برگزار شده‌است.
این مسابقه که در تاریخ ۲۱ مه ۱۹۶۹ انجام شده‌است با نتیجه ۳ بر ۲ به سود تیم باشگاه فوتبال اسلوان براتیسلاوا به پایان رسید.